# Snowboarden op de Olympische Winterspelen 2010 - Halfpipe mannen
De Halfpipe mannen tijdens de Olympische Winterspelen 2010 vond plaats op woensdag 17 februari in Cypress Mountain. Titelverdediger Shaun White uit de Verenigde Staten wist zijn titel uit Turijn te prolongeren.

## Uitslagen

### Kwalificatie
Heat 1
| #  | Bib | Naam              | Land             | 1e run | 2e run | Best | Opm. |
| -- | --- | ----------------- | ---------------- | ------ | ------ | ---- | ---- |
| 1  | 5   | Shaun White       | Verenigde Staten | 45,8   | 10,8   | 45,8 | QF   |
| 2  | 6   | Ryo Aono          | Japan            | 33,2   | 43,1   | 43,1 | QF   |
| 3  | 3   | Louie Vito        | Verenigde Staten | 26,1   | 41,8   | 41,8 | QF   |
| 4  | 16  | Aluan Ricciardi   | Frankrijk        | 25,4   | 37,9   | 37,9 | QS   |
| 5  | 1   | Zeng Xiaoye       | China            | 14,0   | 32,8   | 32,8 | QS   |
| 6  | 7   | Mathieu Crépel    | Frankrijk        | 32,6   | 2,5    | 32,6 | QS   |
| 7  | 9   | Ben Kilner        | Groot-Brittannië | 21,5   | 32,1   | 32,1 | QS   |
| 8  | 2   | Gary Zebrowski    | Frankrijk        | 31,6   | 18,7   | 31,6 | QS   |
| 9  | 14  | Ben Mates         | Australië        | 28,3   | 29,6   | 29,6 | QS   |
| 10 | 12  | James Hamilton    | Nieuw-Zeeland    | 5,2    | 28,0   | 28,0 |      |
| 11 | 4   | Janne Korpi       | Finland          | 26,5   | 15,6   | 26,5 |      |
| 12 | 10  | Kim Ho-Jun        | Zuid-Korea       | 8,4    | 25,8   | 25,8 |      |
| 13 | 8   | Markus Keller     | Zwitserland      | 13,6   | 20,4   | 20,4 |      |
| 14 | 15  | Ståle Sandbech    | Noorwegen        | 9,1    | 20,1   | 20,1 |      |
| 15 | 11  | Rubén Verges      | Spanje           | 9,4    | 19,5   | 19,5 |      |
| 16 | 13  | Roger S, Kleivdal | Noorwegen        | 15,7   | 18,4   | 18,4 |      |
| 17 | 19  | Christian Haller  | Zwitserland      | 8,0    | 16,0   | 16,0 |      |
| 18 | 18  | Dolf van der Wal  | Nederland        | 14,5   | 11,8   | 14,5 |      |
| 19 | 20  | Michał Ligocki    | Polen            | 10,8   | 11,1   | 11,1 |      |
| 20 | 17  | Manuel Pietropoli | Italië           | 9,3    | 5,2    | 9,3  |      |

Heat 2
| #  | Bib | Naam                | Land             | 1e run | 2e run | Best | Opm. |
| -- | --- | ------------------- | ---------------- | ------ | ------ | ---- | ---- |
| 1  | 37  | Peetu Piiroinen     | Finland          | 44,0   | 45,1   | 45,1 | QF   |
| 2  | 28  | Kazuhiro Kokubo     | Japan            | 42,1   | 42,5   | 42,5 | QF   |
| 3  | 27  | Iouri Podladtchikov | Zwitserland      | 36,3   | 41,4   | 41,4 | QF   |
| 4  | 34  | Greg Bretz          | Verenigde Staten | 36,2   | 41,3   | 41,3 | QS   |
| 5  | 36  | Markku Koski        | Finland          | 39,3   | 11,9   | 39,3 | QS   |
| 6  | 38  | Scotty Lago         | Verenigde Staten | 39,0   | 28,4   | 39,0 | QS   |
| 7  | 30  | Kohei Kudo          | Japan            | 3,2    | 37,1   | 37,1 | QS   |
| 8  | 23  | Markus Malin        | Finland          | 32,8   | 36,7   | 36,7 | QS   |
| 9  | 26  | Justin Lamoureux    | Canada           | 12,6   | 35,4   | 35,4 | QS   |
| 10 | 22  | Arthur Longo        | Frankrijk        | 34,5   | 32,4   | 34,5 |      |
| 11 | 33  | Christophe Schmidt  | Duitsland        | 9,8    | 32,3   | 32,3 |      |
| 12 | 32  | Scotty James        | Australië        | 7,6    | 28,2   | 28,2 |      |
| 13 | 24  | Brad Martin         | Canada           | 11,2   | 27,5   | 27,5 |      |
| 14 | 29  | Sergio Berger       | Zwitserland      | 7,3    | 26,2   | 26,2 |      |
| 15 | 25  | Daisuke Murakami    | Japan            | 15,1   | 23,5   | 23,5 |      |
| 16 | 35  | Tore Viken Holvik   | Noorwegen        | 23,1   | 19,6   | 23,1 |      |
| 17 | 21  | Jeff Batchelor      | Canada           | 14,9   | 18,5   | 18,5 |      |
| 18 | 39  | Mitchell Brown      | Nieuw-Zeeland    | 18,4   | 15,2   | 18,4 |      |
| 19 | 31  | Shi Wancheng        | China            | 15,8   | 18,0   | 18,0 |      |
| 20 | 40  | Fredrik Austbø      | Noorwegen        | DNS    | DNS    | DNS  |      |

### Halve finale
| #  | Bib | Naam             | Land             | 1e run | 2e run | Beste run | Opm. |
| -- | --- | ---------------- | ---------------- | ------ | ------ | --------- | ---- |
| 1  | 23  | Markus Malin     | Finland          | 42,9   | 21,9   | 42,9      | QF   |
| 2  | 34  | Greg Bretz       | Verenigde Staten | 42,1   | 38,0   | 42,1      | QF   |
| 3  | 38  | Scotty Lago      | Verenigde Staten | 41,3   | 16,2   | 41,3      | QF   |
| 4  | 7   | Mathieu Crépel   | Frankrijk        | 37,2   | 22,6   | 37,2      | QF   |
| 5  | 36  | Markku Koski     | Finland          | 37,1   | 12,8   | 37,1      | QF   |
| 6  | 26  | Justin Lamoureux | Canada           | 36,2   | 20,2   | 36,2      | QF   |
| 7  | 2   | Gary Zebrowski   | Frankrijk        | 20,1   | 36,1   | 36,1      |      |
| 8  | 30  | Kohei Kudo       | Japan            | 30,6   | 33,5   | 33,5      |      |
| 9  | 16  | Aluan Ricciardi  | Frankrijk        | 33,2   | 12,8   | 33,2      |      |
| 10 | 1   | Zeng Xiaoye      | China            | 32,9   | 16,2   | 32,9      |      |
| 11 | 14  | Ben Mates        | Australië        | 3,6    | 27,5   | 27,5      |      |
| 12 | 9   | Ben Kilner       | Groot-Brittannië | 3,1    | 17,0   | 17,0      |      |

### Finale
| #      | Bib | Naam                | Land             | 1e run | 2e run | Beste run |
| ------ | --- | ------------------- | ---------------- | ------ | ------ | --------- |
| Goud   | 5   | Shaun White         | Verenigde Staten | 46,8   | 48,4   | 48,4      |
| Zilver | 37  | Peetu Piiroinen     | Finland          | 40,8   | 45,0   | 45,0      |
| Brons  | 38  | Scotty Lago         | Verenigde Staten | 42,8   | 17,5   | 42,8      |
| 4      | 27  | Iouri Podladtchikov | Zwitserland      | 42,4   | 17,6   | 42,4      |
| 5      | 3   | Louie Vito          | Verenigde Staten | 39,1   | 39,4   | 39,4      |
| 6      | 36  | Markku Koski        | Finland          | 36,4   | 25,0   | 36,4      |
| 7      | 26  | Justin Lamoureux    | Canada           | 33,8   | 35,9   | 35,9      |
| 8      | 28  | Kazuhiro Kokubo     | Japan            | 30,5   | 35,7   | 35,7      |
| 9      | 6   | Ryo Aono            | Japan            | 32,9   | 29,1   | 32,9      |
| 10     | 7   | Mathieu Crépel      | Frankrijk        | 25,9   | 8,7    | 25,9      |
| 11     | 23  | Markus Malin        | Finland          | 16,7   | 18,6   | 18,6      |
| 12     | 34  | Greg Bretz          | Verenigde Staten | 18,3   | 13,0   | 18,3      |